# 小行星18122
小行星18122（18122 Forestamartin）是一颗绕太阳运转的小行星，为主小行星带小行星。该小行星于2000年7月4日发现。

## 轨道参数
小行星18122的轨道半长轴为2.9274945 UA，离心率为0.116。